# Acerosodontosaurus
Acerosodontosaurus é um extinto gênero de réptil diapsídeo.